# Мичелл, Кит

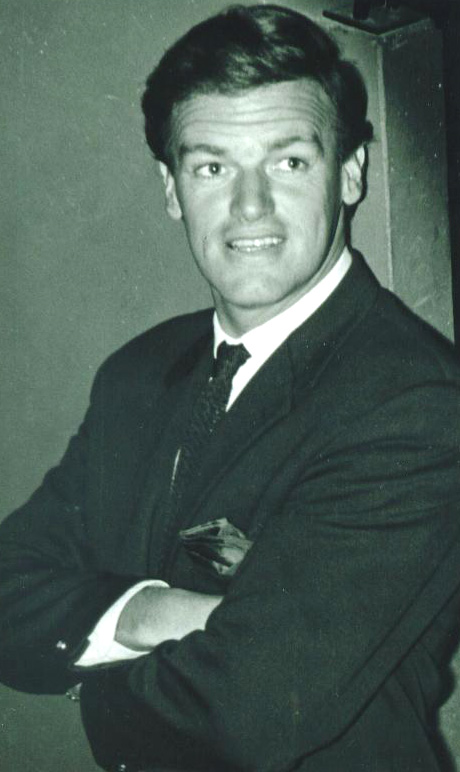
Фото 1962 года

Кит Ми́челл (англ. Keith Michell; 1 декабря 1926 или 1 декабря 1928, Аделаида — 20 ноября 2015, Хампстед, Большой Лондон или Чичестер, Юго-Восточная Англия) — австралийский актёр театра, кино и телевидения. Несмотря на гражданство, снимался в основном в Великобритании, особенно запомнился ролями Генриха VIII в разных фильмах и сериалах. Также некоторую известность приобрёл как художник-иллюстратор.

## Биография

### В Австралии
Кит Джозеф Мичелл родился 1 декабря 1926 года (во многих источниках — 1928 года) в городе Аделаида (Южная Австралия), но рос в маленьком посёлке Уорнертаун. Отец — Джозеф, краснодеревщик, делал шкафы; мать — Элис Мичелл (до замужества — Эслэт). Старшую школу посещал в городе Порт-Пири, переехав после её окончания обратно в Аделаиду, окончил там педагогический колледж и Университет Аделаиды. Поначалу работал преподавателем искусства, в 1947 году впервые появился на сцене, недолго проработал на радио Australian Broadcasting Corporation. В 1949 году покинул родную страну, переехав на постоянное место жительства в Великобританию, чтобы учиться в театральной школе при театре Олд Вик.

### В Великобритании
Впервые на английских подмостках Кит Мичелл появился в 1951 году на сцене театра Янг-Вик: он сыграл роль Бассанио в шекспировском «Венецианском купце». Играл Мичелл и в мюзиклах, например, в постановке And So to Bed он исполнил роль Карла II. В 1952—1953 в составе Театральной компании памяти Шекспира гастролировал по родной Австралии. Вернувшись в Англию, Мичелл с труппой прибыли на гастроли на малую родину Шекспира, в Стратфорд-апон-Эйвон, где актёр играл сразу в нескольких пьесах великого драматурга: «Укрощение строптивой», «Сон в летнюю ночь», «Троил и Крессида» и «Ромео и Джульетта». В дальнейшем сыграл несколько других ролей в более чем десятке постановок как в Англии, так и на Бродвее.
Впервые на телевидении Мичелл появился в 1951 году, исполнив небольшую роль в двух эпизодах сериала «Чёрная стрела». Дебют актёра на широком экране состоялся в 1957 году в фильме «Круиз на „Черепахе“» — за исполненную роль он номинировался на премию BAFTA в категории «Самый многообещающий новичок».
С 1974 по 1977 год — художественный руководитель (англ. artistic director) театра англ. Chichester Festival Theatre.
Помимо актёрской деятельности, Мичелл был писателем, сценаристом и иллюстратором: его перу принадлежат сценарий мюзикла Pete McGynty and the Dreamtime (адаптация пьесы «Пер Гюнт»); каллиграфические иллюстрации для сборника сонетов Шекспира, выпущенного ограниченным тиражом; несколько вегетарианских поваренных книг с собственными иллюстрациями.

### Личная жизнь и смерть
18 октября 1957 года Кит Мичелл женился на актрисе Джинетт Стирк (род. 1933) и прожил с ней всю жизнь до своей смерти в 2015 году. От этого брака есть дети: Пол и Хелина (род. 1963; актриса кино и телевидения, карьера с 1986 по 2007 год).
Кит Мичелл скончался 20 ноября 2015 года в Лондоне.

## Награды и номинации
- 1958 — BAFTA в категории «Самый многообещающий новичок» за роль в фильме «Круиз на „Черепахе“» — номинация.
- 1971 — BAFTA TV в категории «Лучшая мужская роль» за роль в сериалах «Шесть жён Генриха VIII»[англ.] (1970) и «Пьеса месяца»[англ.] (1969) — победа.
- 1972 — Прайм-таймовая премия «Эмми» в категории «Лучшая мужская роль в мини-сериале или фильме» за роль в сериале «Шесть жён Генриха VIII» (1970) — победа.
- 1972 — Прайм-таймовая премия «Эмми» в категории «Лучшая продолжительная мужская главная роль в драматическом сериале» за роль в сериале «Шесть жён Генриха VIII» (1970) — номинация.
- 1974 — Evening Standard British Film Awards[англ.] в категории «Лучший актёр» за роль в фильме «Генрих VIII и его шесть жён»[англ.] (1972) — победа.

## Избранная фильмография
| - 1957 — Опасное изгнание / Dangerous Exile — полковник Сент-Джерард - 1958 — Цыганка и джентльмен / The Gypsy and the Gentleman — сэр Пол Деверилл - 1962 — Всю ночь напролёт / All Night Long — Касс Майклс - 1968 — Пруденс и пилюля / Prudence and the Pill — доктор Алан Хьюэрт - 1968 — Карточный домик / House of Cards — генерал Себастьен Энри Рене де Виллемон / доктор Морильон - 1970 — Палач / The Executioner — Адам Бут - 1972 — Генрих VIII и его шесть жён / Henry VIII and His Six Wives — Генрих VIII - 1981 — Грендель, Грендель, Грендель / Grendel Grendel Grendel — Формирователь (озвучивание) - 1988 — Душители / The Deceivers — полковник Уилсон | - 1960 — Театр в кресле / Armchair Theatre — Пол де Люссак (в 1 эпизоде) - 1968, 1969 — Пьеса месяца / Play of the Month — разные роли (в 2 эпизодах) - 1970 — Шесть жён Генриха VIII / The Six Wives of Henry VIII — Генрих VIII (в 6 эпизодах) - 1971 — Элизабет Р. / Elizabeth R — Генрих VIII (в 1 эпизоде, в титрах не указан) - 1974 — История Иакова и Иосифа / The Story of Jacob and Joseph — Иаков - 1976 — История Давида / The Story of David — Давид в старости - 1980 — День, когда умер Христос / The Day Christ Died — Понтий Пилат - 1988—1991, 1993 — Она написала убийство / Murder, She Wrote — Деннис Стэнтон (в 9 эпизодах) |